# Dieta sana
Alimentación saludable como estilo de vida

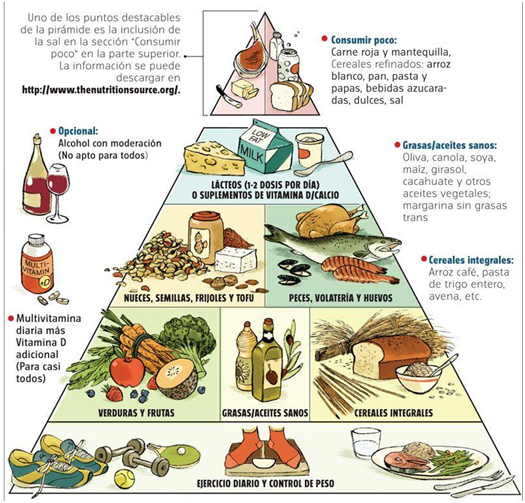
Pirámide alimentaria elaborada por la Universidad de Harvard y basada en la dieta mediterránea, la cual es considerada una de las dietas más sanas del mundo.

Se denomina dieta sana a aquel régimen alimenticio que ayuda a mantener, recuperar o mejorar la salud.
Es un proceso automático, producto de la cultura, y a la vez un acto voluntario que está condicionado por diversos tipos de factores que determinan una buena o mala alimentación.
La correcta nutrición es uno de los pilares de la salud y el desarrollo, permite reforzar el sistema inmunitario, contraer menos enfermedades y gozar de una mejor salud. La gente sana es más fuerte, más productiva y está en mejores condiciones de desarrollar al máximo su potencial. Es necesario llevar una dieta sana y equilibrada, que incluya alimentos ricos en nutrientes y que sean muy sanos, como bajos en sodio y azúcar, resto porque es indispensable para mantener una buena salud alimentaria y física.Se estima que, en 2023, 3.100 millones de personas, más del 40% de la población de todo el mundo, no se pudieron permitir una dieta saludable.
Se puede llevar una dieta sana mediante varios alimentos ya sean de origen vegetal o animal. Una dieta equilibrada se considera, junto al ejercicio, una manera importante de reducir los riesgos para la salud asociados a la obesidad o la hipertensión entre otras enfermedades.
Durante los primeros años la buena alimentación y nutrición son fundamentales para la salud y el bienestar a lo largo de toda la vida. La lactancia materna es uno de los factores más importantes, pese a lo cual apenas un tercio de los lactantes reciben lactancia exclusivamente materna durante los primeros 6 meses.[cita requerida]

## Recomendaciones para un estilo de vida saludable
Existen gran variedad de posturas y planteamientos que pretenden definir una dieta sana, así como guías alimentarias diversas, y la cantidad de agua por individuo. La Organización Mundial de la Salud da cinco recomendaciones, aplicables tanto a individuos como colectivos:
- Lograr un equilibrio energético y un peso saludable.
- Aumentar el consumo de alimentos vegetales, en especial frutas, verduras, legumbres, cereales integrales y nueces o similares.
- Limitar la ingesta energética de grasas totales y cambiar el consumo de grasas saturadas a grasas insaturadas y hacia la eliminación de ácidos grasos trans.
- Reducir el consumo de azúcar. Un informe de 2003 recomendaba que se debía consumir menos de un 10 % de azúcares simples.[8]
- Reducir el consumo de sal y de sodio, cualquiera que sea su origen, y consumir sal yodada.

La OMS recomienda consumir al menos 400 gramos de frutas y verduras al día para mejorar la salud general y reducir el riesgo de enfermedades no transmisibles, como enfermedades cardíacas, accidentes cerebrovasculares y algunos tipos de cáncer. Además, aconseja limitar la ingesta de grasas saturadas y de grasas trans, que suelen estar presentes en alimentos procesados y fritos.

## Asequibilidad
Es importante que las dietas sanas sean asequibles, es decir, que cualquier persona pueda cubrir los costos de acceder a los alimentos. Tanto la asequibilidad como el costo se calculan en bases a indicadores realizados por diferentes organismos multilaterales, como la FAO.

## El plato del buen comer
La alimentación correcta es la base de una buena salud junto con el consumo de agua simple potable y la práctica diaria de actividad física, es la mejor manera de prevenir y controlar el sobrepeso, obesidad y otras enfermedades, como la diabetes y presión alta, entre otras. Por lo que es muy importante, asegurar tener una alimentación correcta a lo largo de toda la vida.

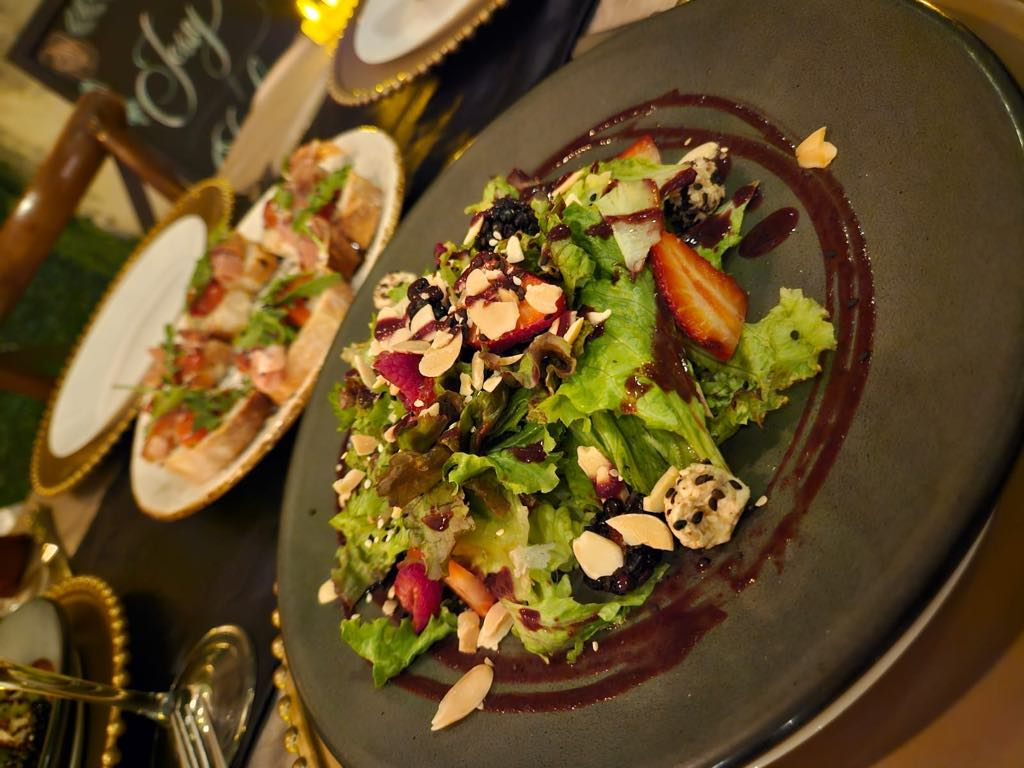
Combinación de alimentos del plato del buen comer.

Equilibrar la alimentación es indispensable para gozar de una buena salud por lo que en ella se considera el consumo de diversos alimentos, de acuerdo con la guía alimentaria "Plato del buen comer" vigente en México, los alimentos deben ser divididos en 3 grupos:
- Verduras     y frutas: Las frutas y verduras forman parte de una alimentación     saludable; es importante consumirlas todos los días. Las frutas y verduras     aportan energía, fibra, minerales, vitamina A, vitamina C, algunas     vitaminas del complejo B y otros nutrimentos.

- Cereales     y tubérculos:     Cereales como el maíz, la avena, el arroz y el trigo han sido la base de     la alimentación de diferentes pueblos y culturas del mundo. Constituyen la     fuente más importante de energía (hidratos de carbono)     Se convierten mediante diferentes procesamientos en harina, almidón,     salvado y un gran número de ingredientes adicionales empleados en la     fabricación de otros alimentos. Aportan hidratos de carbono (almidón),     proteínas (gluten) niacina, calcio, hierro, y fibra (integrales) La     tortilla es uno de los derivados del maíz más consumidos por la población     mexicana. A este grupo también pertenece la papa.

- Leguminosas     y alimentos de origen animal: Leguminosas como el frijol, las habas,     las lentejas, los cacahuates, las nueces, los garbanzos que son de origen     vegetal pero que aportan a nuestra alimentación proteínas, carbohidratos,     fibra y vitaminas. Alimentos de origen animal como el huevo, la leche y     sus derivados, el pescado, la carne de res, cerdo, pollo y todos sus     derivados como los embutidos.[12]

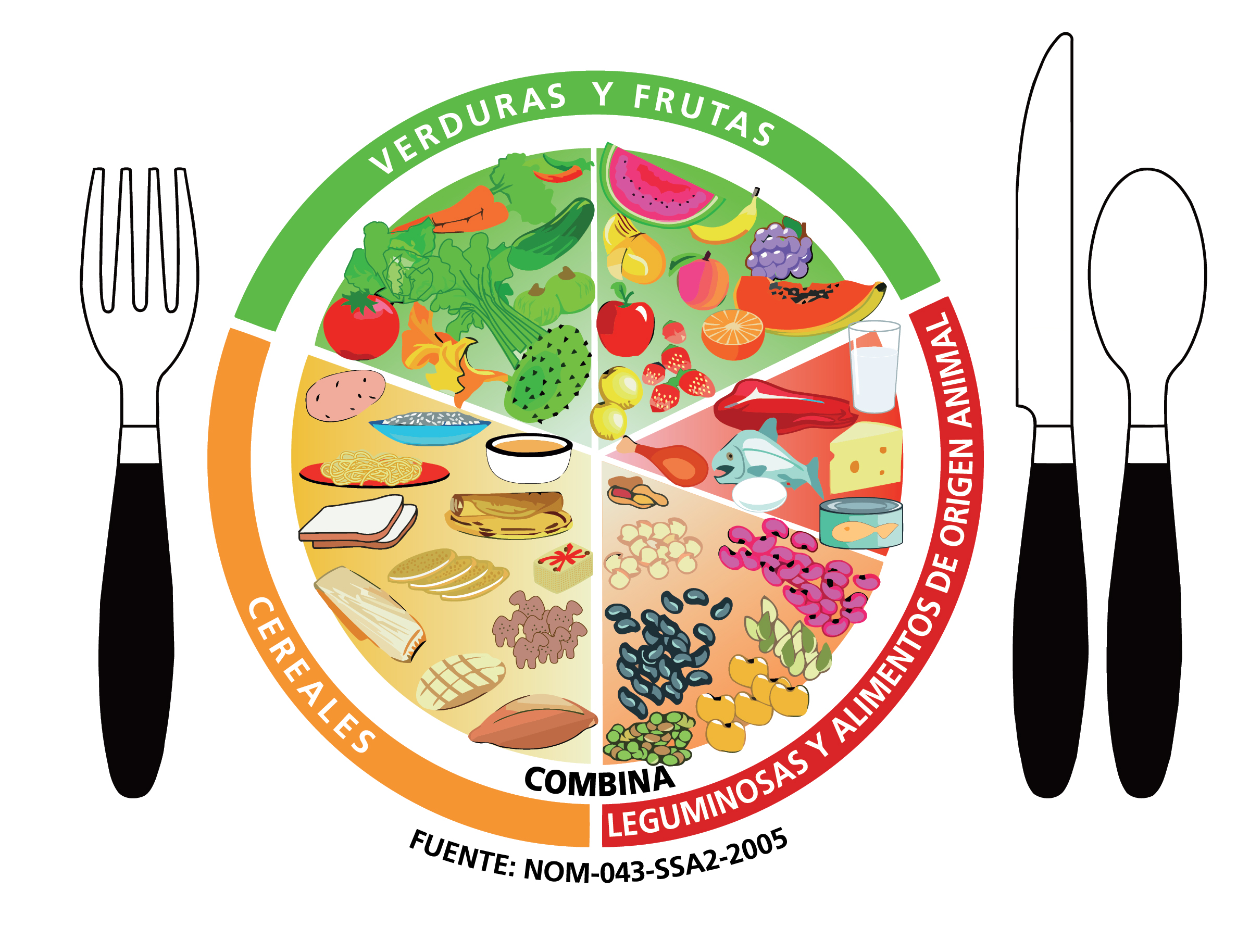
El plato del bien comer

El plato del buen comer utiliza los colores como los de un semáforo, recomendando de esta manera la cantidad de alimentos a comer de acuerdo con lo colores.
- Verde: Comer en gran cantidad, en este apartado se recomienda la ingesta de frutas y verduras ya que proporcionan una cantidad aceptable de nutrientes y vitaminas para el cuerpo.
- Amarillo: Consumir suficientes o combinar con el grupo de color rojo, los alimentos como los cereales y tubérculos contienen hidratos de carbono por lo que es recomendable consumirlos de forma cuidadosa y preventiva.
- Rojo: Consumir pocos o combinar con alimentos del grupo amarillo, los alimentos de origen animal por considerarse alimentos procesados, contienen menos nutrientes y esto conlleva a enfermedades como la obesidad, un ejemplo claro de este tipo de alimentos son los embutidos ya que su nivel de grasas saturadas, sodio entre otros es mayor al de los cereales.

Las grasas, azúcares y sal no forman parte del Plato del Bien Comer, debido a que su abuso es perjudicial para la salud, es importante aprovechar los que contienen los alimentos en su forma natural como lo son las frutas y verduras.

## Método de la mano

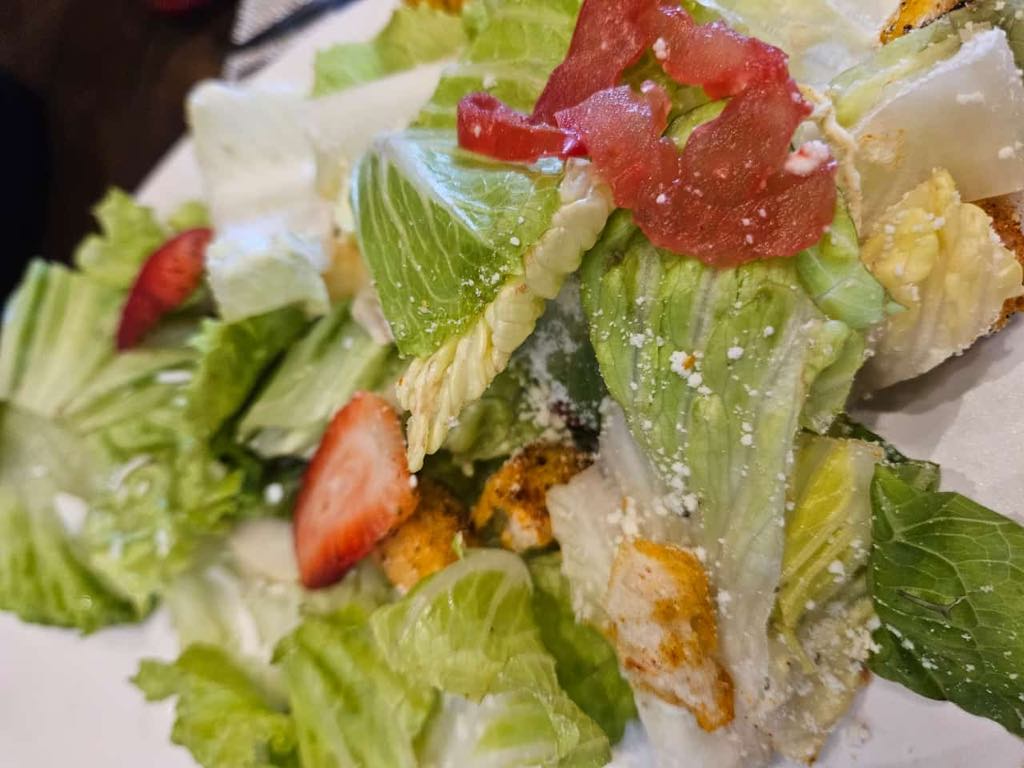
Ensalada basada en el método de la mano.

El método de la mano es una técnica que se lleva a cabo para orientar sobre la cantidad de alimentos que se deben consumir en las comidas principales. Se basa en utilizar las manos como referencia para calcular las porciones de cada grupo de alimentos, tomando en cuenta una medida no convencional en el uso de la misma, ya que cada persona consume de acuerdo a la proporción de la medida de su mano. 
La British Nutrition Foundation creó el método de la mano para medir porciones de alimentos. Este método se desarrolló después de estudiar el tamaño de las porciones en supermercados de todo el mundo, el método es ideal y funcional para que los niños aprendan a balancear y equilibrar su alimentación de forma sana utilizando los dedos de su mano y palma.
El método consiste en comer la cantidad de alimentos conforme nos indica la siguiente tabla:
| Parte de la mano | Pulgar | Índice y medio | Puño                          | Palma                   | Dos manos juntas |
| Alimentos        | Grasas | Queso          | Cereales y leguminosas Frutas | Pollo,carnes y pescados | Verduras         |

## Las etiquetas y sellos de los productos
En la actualidad al ser la obesidad unos de los problemas mas graves que se enfrentan en varios países, México a optado por colocar adicionalmente a las etiquetas, sellos en los productos que se comercian en los diferentes establecimientos, estos sellos ayudan a la población a advertir y decidir objetivamente cuales agregar a su canasta básica.
En México, el Instituto Nacional de Salud Pública (INSP) desarrolló el Sistema de Etiquetado Frontal de Alimentos y Bebidas (SEFAB), que entró en vigor el 1 de octubre de 2020. Este sistema incluye sellos de advertencia en forma de octágono que indican cuando un producto tiene exceso de calorías, grasas saturadas, grasas trans, azúcar y sodio.

Sellos de alimentación

La Comisión del Codex Alimentarius es el organismo que establece las normas internacionales para el etiquetado de los alimentos.
Las normas del Codex garantizan que los alimentos sean saludables y puedan comercializarse. Los 188 miembros del Codex han negociado recomendaciones de base científica en todos los ámbitos relacionados con la inocuidad y calidad de los alimentos.
Aunque esta medida es reciente el objetivo es concientizar en los consumidores y hacerles sabedores de los ingredientes que están llevando a su cuerpo, ya que en la actualidad, existen diversas enfermedades que se derivan de una mala alimentación y un estilo de vida sedentaria.
Beneficios del etiquetado frontal
- Ayuda a tomar una decisión de compra informada, para decidir si es sano o no consumir un producto en específico.
- Informa de manera fácil, rápida y verídica sobre los nutrimentos.
- Permite comparar el contenido específico de un nutrimento (o el contenido global de nutrimentos) de un producto, con uno o más productos similares.
- Advierte de ingredientes dañinos para la salud.

## La dieta y la reducción del riesgo de enfermedades
Existe una probable relación entre el estilo de vida, incluyendo la alimentación, y el descenso del riesgo potencial de padecer enfermedades como el cáncer y otras enfermedades crónicas. Una dieta sana puede consistir en el consumo de alimentos de origen vegetal con un consumo limitado de alimentos de alto contenido energético, bebidas alcohólicas y sal a la vez que una reducción del consumo de bebidas carbonatadas y de carnes procesadas.
El tomate cocinado con aceite, verduras de género allium y vegetales crucíferos como la coliflor parecen contener elementos que se están estudiando por sus propiedades anticancerígenas.
Algunas enfermedades crónicas presentes en occidente están asociadas al incremento de los niveles de IGF-1. Algunos hallazgos de la biología molecular y la epidemiología sugieren que el consumo de leche favorece el desarrollo de enfermedades crónicas como la arteroesclerósis, la carciogénesis y algunas enfermedades degenerativas.

### Cáncer y la alimentación

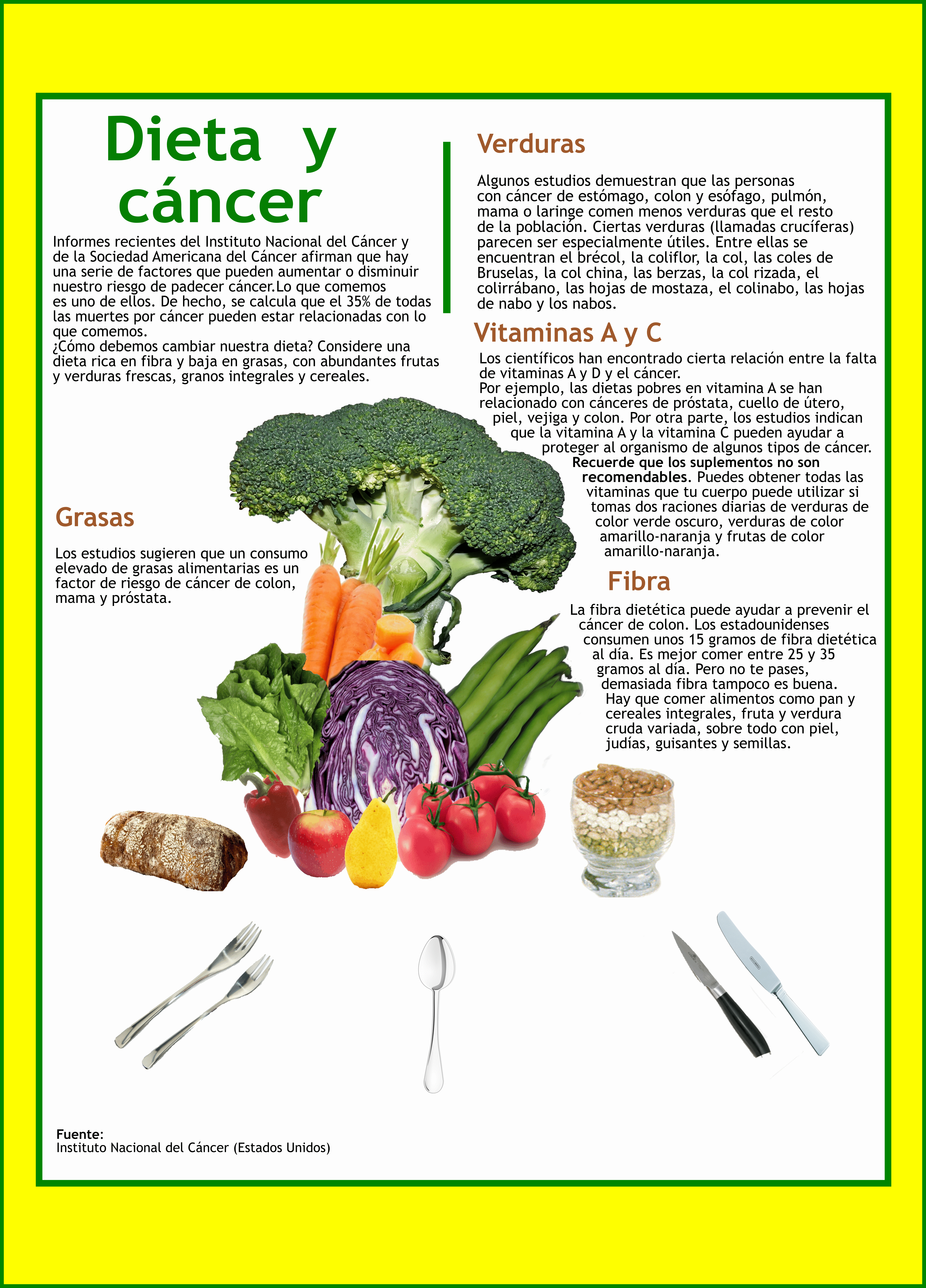
Un anuncio del Washington Post del 6 de noviembre de 1985. El anuncio habla de grasas, verduras, vitamina A y C y fibra. Afirma que la fibra puede ayudar a prevenir el cáncer de colon.

La OMS ha dictaminado que un 31 % de los factores relacionados con el cáncer tienen relación con la alimentación.
El consumo de ciertas carnes rojas (vacuno y cordero) está relacionado con un aumento moderado del riesgo de padecer cáncer de colon. No se ha demostrado un incremento del riesgo en el caso de la carne de cerdo, si bien se han realizado pocos estudios bien diseñados hasta la fecha. Asimismo, se ha demostrado una mayor probabilidad de desarrollar cáncer de colon asociada al consumo de carnes procesadas.

### Dietas poco sanas
Las dietas poco saludables son un factor principal de riesgo para el desarrollo de un buen número de enfermedades crónicas como la diabetes, la hipertensión, el sobrepeso y la obesidad, las enfermedades cardiovasculares o el cáncer.
La OMS estima que unos 2,7 millones de muertes se producen cada año asociadas a dietas con poco consumo de verduras y frutas. Por ello, esta causa de muerte se considera como una de las causas de muerte evitables más extendidas.
Se estima que diariamente una persona toma alrededor de 200 decisiones relacionadas con los alimentos y bebidas que se ingieren. Sin embargo, está demostrado que la mayoría de estas decisiones son tomadas sin mayor cuidado, por lo que pueden ser fácilmente influenciadas por agentes externos. Siendo la obesidad uno los principales problemas de salud a nivel mundial, han surgido propuestas que buscan aprovecharse de la maleabilidad de este comportamiento. Una de ellas es la manipulación de la manera como se nos presentan las opciones (“choice architecture”), que busca influenciar nuestras decisiones de tres maneras: simplificando la presentación, evocando asociaciones automáticas y haciendo más atractivas algunas opciones.
Concebido en este marco conceptual, se realizó un experimento en el que se presentaron a los comensales dos estímulos simultáneos relacionados con la información calórica de cada plato. Los resultados indican que aumentó la probabilidad de elegir al menos un plato con un contenido calórico medio y disminuyó el consumo promedio de calorías en proteínas. Sin embargo, esto fue compensado por un aumento en el consumo de calorías en ensaladas. Esto refuerza la noción de que el “choice architecture” incide sobre las decisiones de alimentación que tomamos, pero no conduce necesariamente al resultado más deseado.

## Dieta sana y el medio ambiente
Existe algún estudio que contradice el consenso científico actual y afirma que las dietas vegetarianas contribuirían al cambio climático. Según este estudio, seguir las recomendaciones de entes como el Departamento de Agricultura de los Estados Unidos de aumentar el consumo de frutas, vegetales, lácteos y comida marina sería más dañino para el medio ambiente debido a la emisión de gases de invernadero producidas por caloría. Por ejemplo, comer una lechuga sería tres veces peor que comer tocineta en cuanto a emisiones de gases de invernadero producidas, contando las emisiones producidas durante todo el proceso de cultivo y comercialización de la legumbre contra el producido en la cría y comercialización del animal, cada uno dividido por el número de calorías ingeridas al consumirlos. Así, el estudio estima que consumir la dieta saludable recomendada utilizaría 38% más de energía, 10% más de agua y generaría 6% más de emisiones de gases de invernadero.